# Kallithea FC
Kallithea F.C. (Γ.Σ. Καλλιθέα) är en grekisk professionell fotbollsklubb från Kallithea som spelar i den grekiska ligan Beta Ethniki. Klubbens fullständiga namn är Gymnastikos Syllogos Kallithea som förkortas till G.S. Kallithea. 

## Historik
Klubben grundades den 18 augusti 1966, genom en sammanslagning av fem lokala klubbar Esperos, Iraklis, AE Kallitheas, Kallithaikos och Pyrsos.. 2002 lyckades laget för första gången avancera till den högsta grekiska ligan.